# Nyctinomops laticaudatus
El murciélago de labios arrugados o murciélago orejón (Nyctinomops laticaudatus), es una especie de quiróptero que se encuentra en áreas tropicales y subtropicales, a menos de 1.700 m y preferentemente a menos de 500 m de altitud, desde el sur de México hasta el norte de Uruguay y en las islas de Cuba y Trinidad.

## Descripción
El pelo es castaño obscuro en el dorso y más claro en el vientre. Las membranas alares son desnudas y casi transparentes. La longitud promedio de su cuerpo con la cabeza es de 10,2 cm; la de la cola 4 cm. Pesa entre 9 y 13,3 g.

## Comportamiento
Nocturno. Se refugia durante el día en cuevas, edificios o bosques, en colonias que pueden alcanzar más de 500 ejemplares. Se alimenta de insectos, principalmente de coleópteros.